# Festival de Cine de Traverse City
El Festival de Cine de Traverse City es un festival de cine anual que se celebra a finales de julio en Traverse City, Michigan. Fue creado como un evento anual en 2005 por Michael Moore, director de cine ganador de un Óscar, reconocido por sus películas y documentales transgresores como Fahrenheit 9/11, Bowling for Columbine y Roger & Me.
La misión del Festival es exhibir películas que representen la excelencia en la producción cinematográfica, en particular aquellas películas independientes y documentales poco comunes, tanto de cineastas reconocidos como de nuevos realizadores, que no reciben distribución general.
El festival es una organización sin fines de lucro, y está financiado por empresas, grupos comunitarios e individuos, además de la venta de entradas acumuladas por varios eventos. Está encabezado por una junta directiva de cineastas, escritores y profesionales creativos. También presenta recitales musicales, con más de 60 artistas regionales presentes en el evento de 2016.